# 12016 Green
För andra betydelser, se Green.
12016 Green eller 1996 XC är en asteroid i huvudbältet som upptäcktes den 1 december 1996 av den italiensk-amerikanske astronomen Paul G. Comba vid Prescott-observatoriet. Den är uppkallad efter den brittiske matematikern och fysikern George Green.
Asteroiden har en diameter på ungefär 8 kilometer.